# Чемпионат Африки по самбо 2023
Чемпионат Африки по самбо 2023 года прошёл в городе Касабланка (Марокко) 20-21 мая. Убедительную победу в командном зачёте одержала сборная хозяев, которая завоевала 9 золотых, 4 серебряных и 4 бронзовых награды. Сборная Марокко одержала также командные победы в каждой из дисциплин соревнований, за исключением женского боевого самбо, где первенствовала команда Египта.

## Медалисты

### Мужчины
| Весовая категория | Золото                      | Серебро                                | Бронза                                                  |
| ----------------- | --------------------------- | -------------------------------------- | ------------------------------------------------------- |
| до 58 кг          | Яссер Бухессуне · Марокко   | Мохамед Амин Бессаи · Алжир            | Амаду Якуба Иссифу · Нигер Яо Саджин Энтони · Того      |
| до 64 кг          | Лес Сакер · Алжир           | Монаам Межри · Тунис                   | Франк Мейонг · Камерун Эльмехди Слимани · Марокко       |
| до 71 кг          | Юсуф Диалло · Мали          | Хамза Элудгири · Марокко               | Ясин Идуи · Алжир Абдурахман Эламир Элдамрани · Египет  |
| до 79 кг          | Бубкер Эссуфи · Марокко     | Ахмед Дарвиш · Египет                  | Амруш Абделькадер · Алжир Бубу Камара · Мавритания      |
| до 88 кг          | Мохамед Азаз · Египет       | Япи Нанджо Йохан Вилфрид · Кот-д’Ивуар | Валид Зияне · Марокко Абдерауф Буррегида · Алжир        |
| до 98 кг          | Абдельрахман Асфур · Египет | Жерар Мишель Ванлиер Ндам · Камерун    | Нассер Эддердак · Марокко Идриса Хамаду Хассане · Нигер |
| свыше 98 кг       | Адлан Гуэрруми · Алжир      | Жульен Клод Томбу Муафуо · Камерун     | Баджос Чибамбе · ДР Конго Брахим Мухи · Марокко         |

#### Командный зачёт
*   Принимающая страна (Марокко)
| Место           | Страна                           | Золото | Серебро | Бронза | Всего |
| --------------- | -------------------------------- | ------ | ------- | ------ | ----- |
| 1               | Марокко*                         | 2      | 1       | 4      | 7     |
| 2               | Алжир                            | 2      | 1       | 3      | 6     |
| 3               | Египет                           | 2      | 1       | 1      | 4     |
| 4               | Мали                             | 1      | 0       | 0      | 1     |
| 5               | Камерун                          | 0      | 2       | 1      | 3     |
| 6               | Кот-д’Ивуар                      | 0      | 1       | 0      | 1     |
| 6               | Тунис                            | 0      | 1       | 0      | 1     |
| 8               | Нигер                            | 0      | 0       | 2      | 2     |
| 9               | Демократическая Республика Конго | 0      | 0       | 1      | 1     |
| 9               | Мавритания                       | 0      | 0       | 1      | 1     |
| 9               | Того                             | 0      | 0       | 1      | 1     |
| Всего стран: 11 | Всего стран: 11                  | 7      | 7       | 14     | 28    |

### Женщины
| Весовая категория | Золото                 | Серебро                        | Бронза                                          |
| ----------------- | ---------------------- | ------------------------------ | ----------------------------------------------- |
| до 59 кг          | Виам Фасла · Марокко   | Анна Адам · Нигер              | Мариам Эльхатеб · Египет Кадидиату Майга · Мали |
| до 65 кг          | Чаймаа Таиби · Марокко |                                |                                                 |
| до 72 кг          | Улая Хаири · Марокко   | Фалона Вивьен Нинжеу · Камерун |                                                 |

#### Командный зачёт
*   Принимающая страна (Марокко)
| Место          | Страна         | Золото | Серебро | Бронза | Всего |
| -------------- | -------------- | ------ | ------- | ------ | ----- |
| 1              | Марокко*       | 3      | 0       | 0      | 3     |
| 2              | Камерун        | 0      | 1       | 0      | 1     |
| 2              | Нигер          | 0      | 1       | 0      | 1     |
| 4              | Египет         | 0      | 0       | 1      | 1     |
| 4              | Мали           | 0      | 0       | 1      | 1     |
| Всего стран: 5 | Всего стран: 5 | 3      | 2       | 2      | 7     |

### Боевое самбо
| Весовая категория | Золото                          | Серебро                      | Бронза                                        |
| ----------------- | ------------------------------- | ---------------------------- | --------------------------------------------- |
| до 58 кг          | Селестин Мбида Занга · Камерун  | Абдельмуним Фарухи · Марокко | Айме Муссу · Бенин Пема Милисен Тупу · Гвинея |
| до 64 кг          | Юсеф Фаут · Марокко             | Хассани Хаким · Алжир        | Мамаду Ламарана Канте · Гвинея                |
| до 71 кг          | Уильям Селестин Фокам · Камерун | Адил Бахар · Марокко         | Фузи Джеззари · Алжир                         |
| до 79 кг          | Бадреддин Диани · Марокко       | Амаду Магассуба · Гвинея     |                                               |
| до 88 кг          | Мустафа Мукнадж · Марокко       | Билал Бечих · Алжир          | Верон Мэтью Аисси Бессала · Камерун           |
| до 98 кг          | Сейду Нджимулух · Камерун       | Фуад Улд Мадани · Алжир      | Салахеддин Таиб · Марокко                     |
| свыше 98 кг       | Сеиф Эддин Ахани · Марокко      | Хиладу Адаму · Нигер         |                                               |

#### Командный зачёт
*   Принимающая страна (Марокко)
| Место          | Страна         | Золото | Серебро | Бронза | Всего |
| -------------- | -------------- | ------ | ------- | ------ | ----- |
| 1              | Марокко*       | 4      | 2       | 1      | 7     |
| 2              | Камерун        | 3      | 0       | 1      | 4     |
| 3              | Алжир          | 0      | 3       | 1      | 4     |
| 4              | Гвинея         | 0      | 1       | 2      | 3     |
| 5              | Нигер          | 0      | 1       | 0      | 1     |
| 6              | Бенин          | 0      | 0       | 1      | 1     |
| Всего стран: 6 | Всего стран: 6 | 7      | 7       | 6      | 20    |

### Боевое самбо (женщины)
| Весовая категория | Золото                                | Серебро              | Бронза                |
| ----------------- | ------------------------------------- | -------------------- | --------------------- |
| до 59 кг          | Фатма Атта · Египет                   | Гита Чафик · Марокко |                       |
| до 72 кг          | Онгуэне Цими Мари Викторина · Камерун | Эман Хани · Египет   | Умяма Лахби · Марокко |

#### Командный зачёт
*   Принимающая страна (Марокко)
| Место          | Страна         | Золото | Серебро | Бронза | Всего |
| -------------- | -------------- | ------ | ------- | ------ | ----- |
| 1              | Египет         | 1      | 1       | 0      | 2     |
| 2              | Камерун        | 1      | 0       | 0      | 1     |
| 3              | Марокко*       | 0      | 1       | 1      | 2     |
| Всего стран: 3 | Всего стран: 3 | 2      | 2       | 1      | 5     |

## Общий медальный зачёт
*   Принимающая страна (Марокко)
| Место           | Страна                           | Золото | Серебро | Бронза | Всего |
| --------------- | -------------------------------- | ------ | ------- | ------ | ----- |
| 1               | Марокко*                         | 9      | 4       | 4      | 17    |
| 2               | Камерун                          | 4      | 3       | 2      | 9     |
| 3               | Египет                           | 3      | 2       | 2      | 7     |
| 4               | Алжир                            | 2      | 4       | 4      | 10    |
| 5               | Мали                             | 1      | 0       | 1      | 2     |
| 6               | Нигер                            | 0      | 2       | 2      | 4     |
| 7               | Гвинея                           | 0      | 1       | 2      | 3     |
| 8               | Кот-д’Ивуар                      | 0      | 1       | 0      | 1     |
| 8               | Тунис                            | 0      | 1       | 0      | 1     |
| 10              | Бенин                            | 0      | 0       | 1      | 1     |
| 10              | Демократическая Республика Конго | 0      | 0       | 1      | 1     |
| 10              | Мавритания                       | 0      | 0       | 1      | 1     |
| 10              | Того                             | 0      | 0       | 1      | 1     |
| Всего стран: 13 | Всего стран: 13                  | 19     | 18      | 21     | 58    |